# 亞西尼夫卡 (杜布諾區)
50°21′26″N 25°55′28″E / 50.35722°N 25.92444°E
亞西尼夫卡（烏克蘭語：Ясинівка），是烏克蘭的村落，位於該國西北部羅夫諾州，由杜布諾區負責管轄，面積0.21平方公里，海拔高度298米，2001年人口28，人口密度每平方公里132.7人。